# San Nicolás kommun, Santa Bárbara
San Nicolás är en kommun i Honduras.   Den ligger i departementet Departamento de Santa Bárbara, i den västra delen av landet, 150 km nordväst om huvudstaden Tegucigalpa. Antalet invånare är 10 740.